# درهم‌شکستن لایه‌های سیال
در هم شکسته شدن لایه‌های سیال به فرایندی اشاره دارد که در آن مقدار جرم معینی از سیال به اجرام کوچکتر و جدا از هم تبدیل می‌شود. از نشانه‌های وقوع این شرایط، تشکیل ناحیه‌هایی به شکل نخ با طول زیاد، نازک و جدا از هم است که در میان آن‌ها دانه‌های بزرگ سیال قرار گرفته است. این نواحی شبیه به نخ، نازک شدن را تا جایی ادامه می‌دهند که ساختار لایه‌ای را از دست داده و به قطرات مستقلی تبدیل شوند.

قطره‌های آب در حال ریزش از شیر؛ به هنگام تولید یک قطرهٔ بزرگ، تعدادی قطره‌های اقماری نیز تولید می‌شود.

در هم شکستن لایه‌ها هنگامی رخ می‌دهد که دو سیال یا یک سیال تحت شرایط خلا، یک سطح آزاد با انرژی سطحی تشکیل دهد. (مقصود از انرژی سطحی تمایل ذرات موجود در سطح برای گریز به لایه‌های زیرین و نابرابری انرژی میان ذرات در سطح سیال و در لایه‌های زیرین است که در نهایت به اختلاف چگالی میان لایه‌های سیال می‌انجامد) برای هر حجمی از سیال یک حداکثر سطح پخش شدن وجود دارد؛ در صورتی که سطح گسترده شدن سیال بیش از این مقدار حدی باشد، سیستم دارای انرژی سطحی می‌شود. به طور طبیعی هر سیستمی که در شرایط حداقلی انرژی خود به سر نبرد، تمایل به تغییر وضع کنونی و دست‌یابی به سطح انرژی پایین‌تری دارد؛ یکی از راه‌های کاهش سطح انرژی و رسیدن به شرایط پایدار، در هم شکستن لایه‌های سیال و تشکیل لایه‌هایی نخ مانند و قطره‌های جدا از هم سیال است تا با کاهش سطح سیال از انرژی سطحی سیال کاسته شود. پدیدهٔ در هم شکستن لایه‌ها به طور عمده به کشش سطحی، لزجت، چگالی و قطر ذرات سیال به هنگام وقوع این پدیده بستگی دارد.

## تاریخچه

### مشاهدات و نظرات داوینچی
آزمایش بر روی نحوهٔ تشکیل قطره سابقهٔ درازمدتی دارد. اولین نظرات پیرامون این موضوع در میان آثار لئوناردو دا وینچی یافت می‌شود:
واقعاً در میان قطره‌های آب چسبندگی و هم‌بستگی زیادی وجود دارد. این واقعیت را در هنگام جدا کردن قطره‌هایی از میان حجمی از آب می‌توان مشاهده کرد؛ با توجه به وزن قطره‌ها سطح آب تا جای ممکن شکل محدبی به خود می‌گیرد و سطح خود را گسترده می‌کند تا مانع جدا شدن قطره‌ها شود. ولی بعد از اینکه آن قطره‌ها جدا شدند، سطح آب به حالت اولیه خود بازمی‌گردد که این سازوکار بر خلاف ماهیت مواد سنگین است.

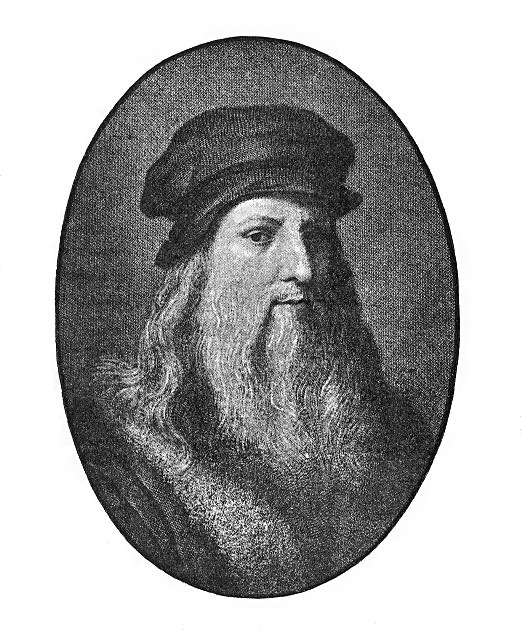
لئوناردو دا وینچی

باتوجه به این یادداشت‌ها داوینچی به صراحت سقوط قطره‌ها را وابسته به گرانش می‌داند ولی او سازوکاری را که منجر به در هم شکستن و نازک شدن لایه‌های سیال می‌شود، اشتباه تفسیر کرده‌است.

### پژوهش‌های علمی
نخستین تجزیه و تحلیل صحیح در مورد در هم شکستن و نازک شدن لایه‌های سیال را توماس یانگ به صورت کیفی و پیر سیمون لاپلاس به صورت کمی طی سال‌های ۱۸۰۴ و ۱۸۰۵ انجام دادند. آن‌ها به طور صحیح عامل در هم شکستن و نازک شدن لایه‌های سیال را وابسته به خاصیت‌های تنش سطحی سیال دانستند. همچنین آن‌ها اثرات مقدار انحنای متوسط در شکل‌گیری فشار اضافی در پدیده نازک شدن لایه‌های سیال را به اثبات رساندند. در هنگام آزمایش‌ها، آن‌ها نشان دادند که تاثیرات کشش سطحی در دو وضعیت نقش کلیدی دارد؛ نخست در سازوکار کشسانی که قطرهٔ در حال سقوط را نگه می‌دارد و دوم در خاصیت مویینگی که بر اثر سازوکاری‌های نیروهای فشاری پدید می‌آید و به نازک شدن لایه‌های سیال کمک می‌کند.
در سال ۱۸۳۳ ساوار تحقیقاتی آزمایشگاهی را با استفاده از روش‌های استروبوسکوپی برای اندازه‌گیری کمی پدیدهٔ درهم شکستن و نازک شدن لایه‌های سیال انجام داد. (استروبوسکوپ نام وسیله‌ای است که از آن برای بی‌حرکت کردن ظاهری اجسام دارای حرکات دورانی یا نوسانی استفاده می‌شود.) او تاکید کرد که در هم شکستن لایه‌های سیال فرایندی خودبه‌خودی است و بدون دخالت هیچ نیروی محرک خارجی‌ای رخ می‌دهد. آزمایش‌ها به او این امکان را داد تا اثبات کند قطره‌هایی که در سرعت معینی از تانک جت‌ها خارج می‌شود با شعاع خارج شونده از نازل نسبت عکس و با فشار تانک نسبت مستقیم دارد. این مشاهدات روند کارهای ژوزف فلات را تسهیل کرد و منجر به ارائهٔ رابطه‌ای میان در هم شکستن لایه‌های سیال خروجی از جت و انرژی سطحی آن‌ها شد. فلات توانست ناپایدارترین توزیع طول موجی در پدیدهٔ نازک شدن لایه‌های سیال را محاسبه کند؛ کاری که بعدها توسط ریلی پیرامون محاسبات دینامیکی جت‌ها مورد بازبینی و تجدید نظر قرار گرفت.
هرچه آشفتگی‌های سطحی بزرگتر شود، به کارگیری نظریه‌های غیرخطی ضروری‌تر می‌شود. رفتار جت‌ها همراه با آشفتگی‌های عظیم به صورت آزمایشگاهی توسط هاینریش گوستاو ماگنوس و فیلیپ لنارت انجام گرفت. آزمایش‌های آن‌ها به شناسایی قطره‌های اقماری کمک کرد. منظور از قطره‌های اقماری، آن قطره‌هایی است که حول یک قطرهٔ بزرگ جمع می‌شوند و این قطره‌ها تنها از طریق عکاسی با سرعت بالا قابل مشاهده‌اند. عکاسی با سرعت بالا در حال حاضر روشی استاندارد برای تحقیقات آزمایشگاهی پیرامون پدیدهٔ در هم شکستن و نازک شدن لایه‌های سیال است.
با ظهور تجهیزات محاسباتی قدرتمند، شبیه‌سازی‌های عددی به طور عمده جانشین روش‌های آزمایشگاهی برای شناسایی پدیدهٔ در هم شکستن لایه‌های سیال شد. با این حال همچنان سختی‌ها و دشواری‌هایی در تجزیه و تحلیل دقیق و ردیابی اثرات سطح آزاد بسیاری از سیالات مایع به دلیل رفتار پیچیده‌شان باقی مانده است. بیشترین پیشرفت در سیالات با لزجت‌های کم و زیاد به وقوع پیوسته است؛ چراکه در حل معادلات با تکیه بر روش انتگرالی مرزی، برای هر دو حالت تابع گرین مشخصی ارائه شده است. دوگلاس دومرموس و دیک کی پی یو جریانی غیرلزج و غیرچرخشی را توسط این روش شناسایی کرده‌اند. شولکز نیز در سال‌های بعد آزمایش‌هایی مشابه آن‌ها انجام داده است. در مقاله‌ای دیگر یونگرن و آندریاس آکریوس رفتار حباب‌ها را در یک سیال با لزجت بالا در نظر گرفتند. هاوارد استون و گری لیل این ایدهٔ اولیه را گسترش دادند و به ایدهٔ دینامیکی در نظر گرفتن قطره‌های جدا از هم رسیدند. برای سیالات با لزجت معمولی، شبیه‌سازی دقیق به کمک استفاده از معادلات ناویر-استوکس همراه با روش‌های محاسباتی سطح آزاد، مثل تنظیم سطحی و حجم سیال نیاز است. آخرین تحقیقات در این زمینه به کارهای فروم بازمی‌گردد. تحقیقات وی بر مبنای فناوری جوهرافشانی صورت پذیرفته است. مجال تحقیقاتی در این زمینه هچنان فراهم است.

## سازوکار فیزیکی در هم شکستن لایه‌های سیال
فرایند در هم شکستن در میان لایه‌های سیال به علت توسعه یافتن آشفتگی‌های کوچک در سطح آزاد سیال رخ می‌دهد. همچنین این رخداد با عنوان نظریه خطی در هم شکستن لایه‌های سیال نیز شناخته می‌شود. این آشفتگی‌ها همواره در سیال وجود دارند و سرچشمه‌های متعددی را می‌توان باعث بروز آن دانست؛ مثل لرزش‌های بدنه محتوی سیال یا توزیع غیریکنواخت تنش برشی در سطح آزاد سیال. در کل این آشفتگی‌ها شکل‌های نامشخصی به سیال می‌دهد و این آشفتگی به سختی قابل مشاهده‌اند. همچنین استفاده از تبدیل فوریه برای تبدیل کردن معادلات آشفتگی‌های نامشخص به آشفتگی‌هایی با طول موج‌های متفاوت ولی یکتا در سطح در حال نازک شدن سیال، مفید است. بر این اساس، این تبدیل این امکان را می‌دهد تا طول موج‌های آشفتگی‌هایی را که در حال افزایش هستند محاسبه کنیم و مدت زمان مورد نیاز هر یک برای واپاشی را بیابیم.

## واژه‌نامه
1. ↑  Fluid Thread Breakup
2. ↑  Mean Curvature
3. ↑  Excess Pressure
4. ↑  Boundary Integral Method
5. ↑  R. M. S. M. SCHULKES
6. ↑  Level-Set
7. ↑  Volume of Fluid